# Hakojärvi (sjö i Parkano, Birkaland)
Hakojärvi är en sjö i kommunen Parkano i landskapet Birkaland i Finland. Arean är 38 hektar och strandlinjen är 3,35 kilometer lång. Sjön  ingår i Kumo älvs huvudavrinningsområde.   Den ligger omkring 71 kilometer norr om Tammerfors och omkring 230 kilometer norr om Helsingfors. 